# Максимцов Ростислав Семенович
Максимцов Ростислав Семенович (17 березня 1912, Київ — 2 серпня 1988, Київ) — радянський український звукооператор. Нагороджений медалями, Почесною Грамотою Президії Верховної Ради УРСР.

## Життєпис
Народився в родині службовця. Закінчив Київський політехнікум зв'язку (1931).
З 1932 р. працював на Київській кіностудії ім. О. П. Довженка: радіотехніком, конструктором цеху звукотехніки, начальником звукотехнічної лабораторії; з 1953 р. — звукооператором.
Був членом Спілки кінематографістів України.

## Фільмографія
Оформив стрічки:
1. 1953: «Тарапунька і Штепсель під хмарами»
2. 1954: «Наші чемпіони»
3. 1954: «„Богатир“ іде в Марто»
4. 1955: «Зірки на крилах»
5. 1956: «300 років тому…»
6. 1956: «Безвісти зниклий»
7. 1957: «Партизанська іскра»
8. 1958: «НП. Надзвичайна подія»
9. 1959: «Чумацький шлях»
10. 1960: «Спадкоємці»
11. 1961: «За двома зайцями»
12. 1962: «У мертвій петлі»
13. 1963: «Їхали ми, їхали...»
14. 1963: «Наймичка»
15. 1964: «Сон»
16. 1965: «Перевірено — мін немає»
17. 1966: «На самоті з ніччю»
18. 1968: «Втікач з „Янтарного“|»
19. 1968: «Експеримент доктора Абста»
20. 1970: «В'язні Бомона»
21. 1971: «Олеся»
22. 1971: «Людина в прохідному дворі»
23. 1972: «Випадкова адреса»
24. 1973: «Весілля»
25. 1975: «Хвилі Чорного моря»
26. 1976: «Припустимо — ти капітан...» та ін.